# بادبزن‌های دریایی
بادبزن‌های دریایی (نام علمی: Melithaeidae) نام یک خانواده از راسته مرجان نرم است.